# 瓦尔夫洛里亚纳
瓦尔夫洛里亚纳（義大利語：Valfloriana），是意大利特伦托自治省的一个市镇。总面积39平方公里，人口552人，人口密度14.2人/平方公里（2009年）。ISTAT代码为022209。